# 敬服
| ウィキペディアには「敬服」という見出しの百科事典記事はありません（タイトルに「敬服」を含むページの一覧/「敬服」で始まるページの一覧）。 代わりにウィクショナリーのページ「敬服」が役に立つかもしれません。 |